# おでんぶ
おでんぶ、またはでんぶ、れんぶ、おれんぶは徳島県の郷土料理。
徳島県には金時豆を使った郷土料理が多く、本品も金時豆を用いた郷土料理である。下茹でした金時豆を大根やごぼうなど根菜と煮込んで、醤油と砂糖で甘辛く味つけする。地域によっては、梅干しを加えることもある。
正月に白味噌仕立ての雑煮や煮しめととも供されたり、新築の棟上げ式のような祝い事の際に供される。おでんぶは豆類が主役となるため「まめに働いて暮らせるように」という縁起かつぎの願いを込めて加えられる。また、高価な食材を使わないことが一般的であり、貧しい家庭であっても正月を楽しく祝おうという思いから生まれた料理だとも言われる。正月料理としては金時豆に替えて黒豆を用いることもある。